# Manfred Schmorde
Manfred Schmorde (ur. 18 września 1946 w Großsteinberg) – niemiecki wioślarz reprezentujący NRD, brązowy medalista olimpijski i wicemistrz świata.

## Kariera
Wystąpił na igrzyskach olimpijskich w Monachium w 1972, gdzie osada NRD w składzie: Hans-Joachim Borzym, Jörg Landvoigt, Harold Dimke, Manfred Schneider, Hartmut Schreiber, Manfred Schmorde, Bernd Landvoigt, Heinrich Mederow i Dietmar Schwarz (sternik) zdobyła brązowy medal w ósemkach. W finale o 2,73 sekundy wyprzedziła ich osada Nowej Zelandii i o 0,06 sekundy osada USA. Był to jego jedyny start olimpijski.
Na mistrzostwach świata w St. Catharines (1970) Hartmut Schreiber, Manfred Schmorde i Klaus-Dieter Ludwig zdobyli srebrny medal w dwójkach ze sternikiem.
Zdobył ponadto srebrny medal w czwórkach ze sternikiem na mistrzostwach Europy w Kopenhadze (1971).
Po zakończeniu kariery pracował między innymi jako budowlaniec i kierowca ciężarówki.